# Élection présidentielle italienne de 1985
En Italie, une élection présidentielle s'est tenue le 24 juin 1985 ; les deux Chambres du Parlement (le Sénat de la République et la Chambre des députés) et les représentants des régions furent convoqués au palais Montecitorio pour élire le 8e président de la République italienne, successeur du chef de l'État sortant, Sandro Pertini, élu en 1978, qui n'avait fait guère acte de candidature pour un second mandat de sept ans.
C'est à l'issue du premier tour de scrutin que le président du Sénat, Francesco Cossiga, fut élu président de la République ; il a recueilli 752 suffrages des 977 votants, soit 76,97 % du corps électoral.

## L'élection

### La procédure

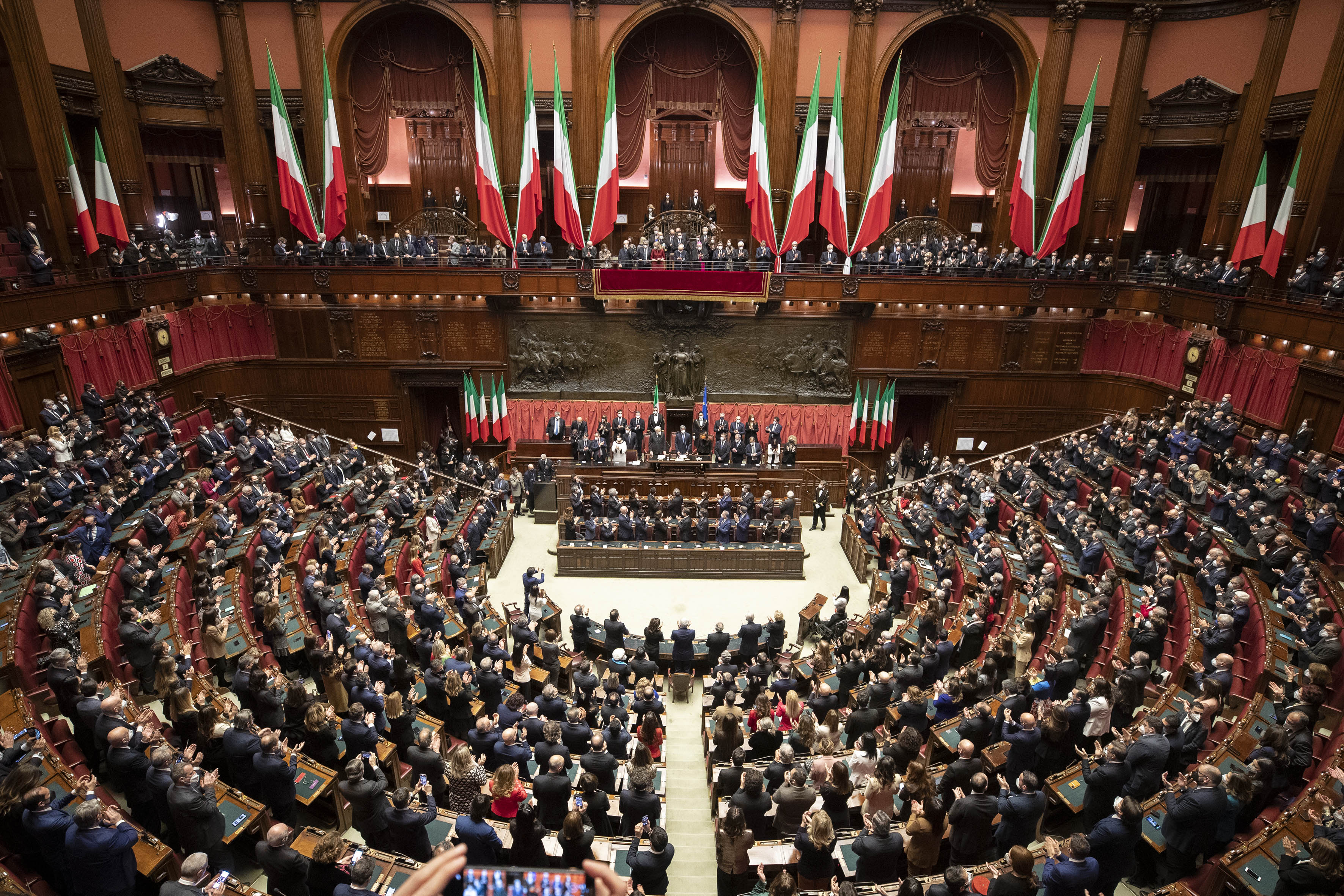
La salle de réunion du collège électoral.

Le président de la République (Presidente della Repubblica) est élu au suffrage universel indirect par la séance commune du Parlement, à laquelle sont conviés les parlementaires (députés et sénateurs) et cinquante-huit délégués régionaux, trois par Régions, sauf pour le Val d'Aoste, qui n'est représenté que par un élu. 
Le plénum, siégeant au palais Montecitorio, à Rome, est présidé par le président de la Chambre des députés. Pour ce scrutin, la présidence est, en conséquence, assumée par Nilde Iotti.
L'élection est acquise à la majorité des deux tiers de l'assemblée aux trois premiers tours, à la majorité absolue par la suite. Il faut donc réunir 674 voix, puis, pour les tours suivants, 506 suffrages au-delà de trois tours.

## Le scrutin

### 24 juin 1985

#### 1ertourde scrutin
- Présents : 979,
- Votants : 977,
- Abstentions : 2
- Majorité des deux-tiers de l'Assemblée : 674

| Candidat           | Suffrages |
| ------------------ | --------- |
| Francesco Cossiga  | 752       |
| Arnaldo Forlani    | 16        |
| Alessandro Pertini | 12        |
| Camilla Cederna    | 8         |
| Benigno Zaccagnini | 7         |
| Amintore Fanfani   | 5         |
| Giulio Andreotti   | 3         |
| Tina Anselmi       | 3         |
| Norberto Bobbio    | 3         |
| Arrigo Boldrini    | 3         |
| Pietro Ingrao      | 2         |
| Mario Melis        | 2         |
| Marco Pannella     | 2         |
| Votes blancs       | 141       |
| Votes dispersés    | 11        |
| Votes nuls         | 7         |

## Le résultat
À l'issue du premier tour, Francesco Cossiga, ayant recueilli la majorité des deux-tiers des suffrages, est proclamé élu président de la République italienne par la présidente de la Chambre, Nilde Iotti. C'est un scrutin «rondement mené», ce qui est assez rare pour une élection présidentielle italienne. Afin d'éviter des divisions dans les principaux partis qui aboutissent à des impasses et à une multiplication de scrutins avec des changements de candidats, le secrétaire de la Démocratie chrétienne, Ciriaco De Mita, a entamé des consultations préalables avant que la session conjointe du Parlement ne se réunisse pour cette élection. Un accord a été trouvé avec le secrétaire du Parti communiste italien, Alessandro Natta, sur le nom de Francesco Cossiga. Cette candidature a également été acceptée par le Parti socialiste italien et quelques autres membres du collège électoral. Pour l'essentiel, les partis plus extrêmes ou plus radicaux (le Mouvement social italien – Droite nationale, notamment) ont votés blanc.